# Litauische Eishockeyliga 2003/04
Die Saison 2003/04 war die 13. Spielzeit der litauischen Eishockeyliga, der höchsten litauischen Eishockeyspielklasse. Meister wurde zum insgesamt elften Mal in der Vereinsgeschichte der SC Energija.

## Modus
In der Hauptrunde absolvierte jede der fünf Mannschaften insgesamt sechs Spiele. Der Erstplatzierte der Hauptrunde traf im Meisterschaftsfinale auf den für dieses direkt qualifizierte SC Energija. Für einen Sieg erhielt jede Mannschaft zwei Punkte, bei einem Unentschieden gab es ein Punkt und bei einer Niederlage null Punkte.

## Hauptrunde
|    | Klub                      | Sp | S | U | N | Tore  | Punkte |
| -- | ------------------------- | -- | - | - | - | ----- | ------ |
| 1. | Garsu Pausalis Vilnius    | 5  | 4 | 0 | 1 | 55:25 | 8      |
| 2. | Jaunimas Elektrenai       | 6  | 4 | 0 | 2 | 43:19 | 8      |
| 3. | Sturm Kaliningrad         | 6  | 3 | 0 | 3 | 37:52 | 6      |
| 4. | Garsu Pausalis Vilnius II | 3  | 2 | 0 | 1 | 18:17 | 4      |
| 5. | Jaunimas Elektrenai II    | 6  | 0 | 0 | 6 | 18:58 | 0      |

Sp = Spiele, S = Siege, U = unentschieden, N = Niederlagen, OTS = Overtime-Siege, OTN = Overtime-Niederlage, SOS = Penalty-Siege, SON = Penalty-Niederlage

### Finale
- SC Energija – Garsu Pausalis Vilnius 9:6